# Yuval Abraham

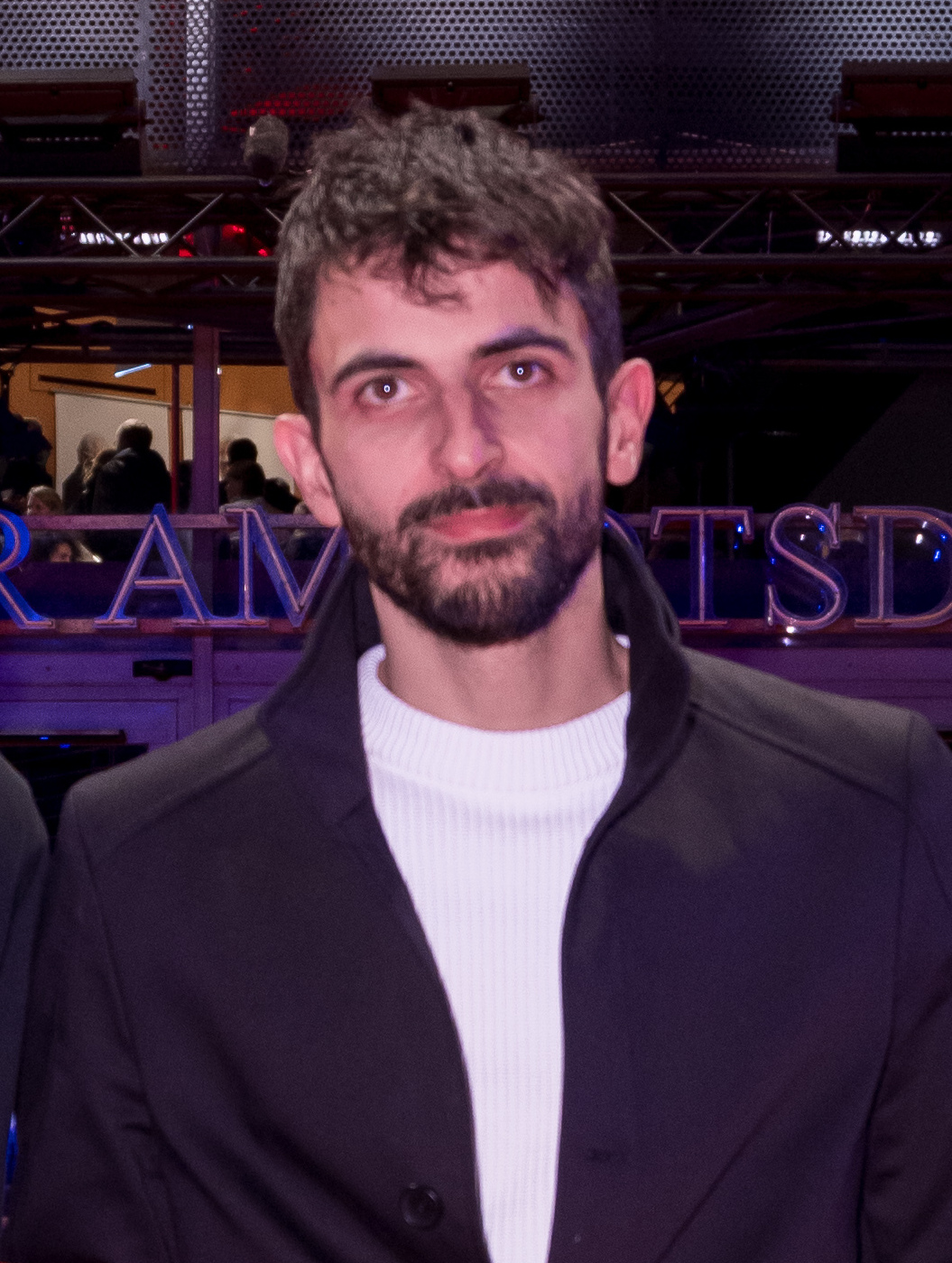
Yuval Abraham auf der Berlinale 2024

Yuval Abraham (hebräisch יובל אברהם, geboren 1995) ist ein israelischer Journalist und Dokumentarfilmer. International bekannt wurde er durch den Dokumentarfilm No Other Land, der sich mit dem Alltag der Besatzung im Westjordanland beschäftigt und der in Deutschland unter anderem daraus resultierenden Berlinale-Antisemitismus-Kontroverse.

## Familie
Abraham stammt aus einer aschkenasich-mizrachischen Familie. Auf der väterlichen aschkenasischen Seite ist er Nachfahre von Holocaustüberlebenden. Der Großteil der Familie wurde während des Holocausts von Deutschen ermordet. Seine Großmutter mütterlicherseits wurde in einem italienischen Konzentrationslager in Libyen geboren. Sein Großvater mütterlicherseits spricht fließend Arabisch. Er lebt in Jerusalem.

## Karriere

### Journalismus
Abraham schreibt unter anderem für das israelische Online-Magazin +972 Magazine, die in London ansässige Nachrichtenagentur Middle East Eye und The Intercept.  Er berichtet insbesondere über die israelische Besatzungs- und Siedlungspolitik im Westjordanland.

### Filmemacher

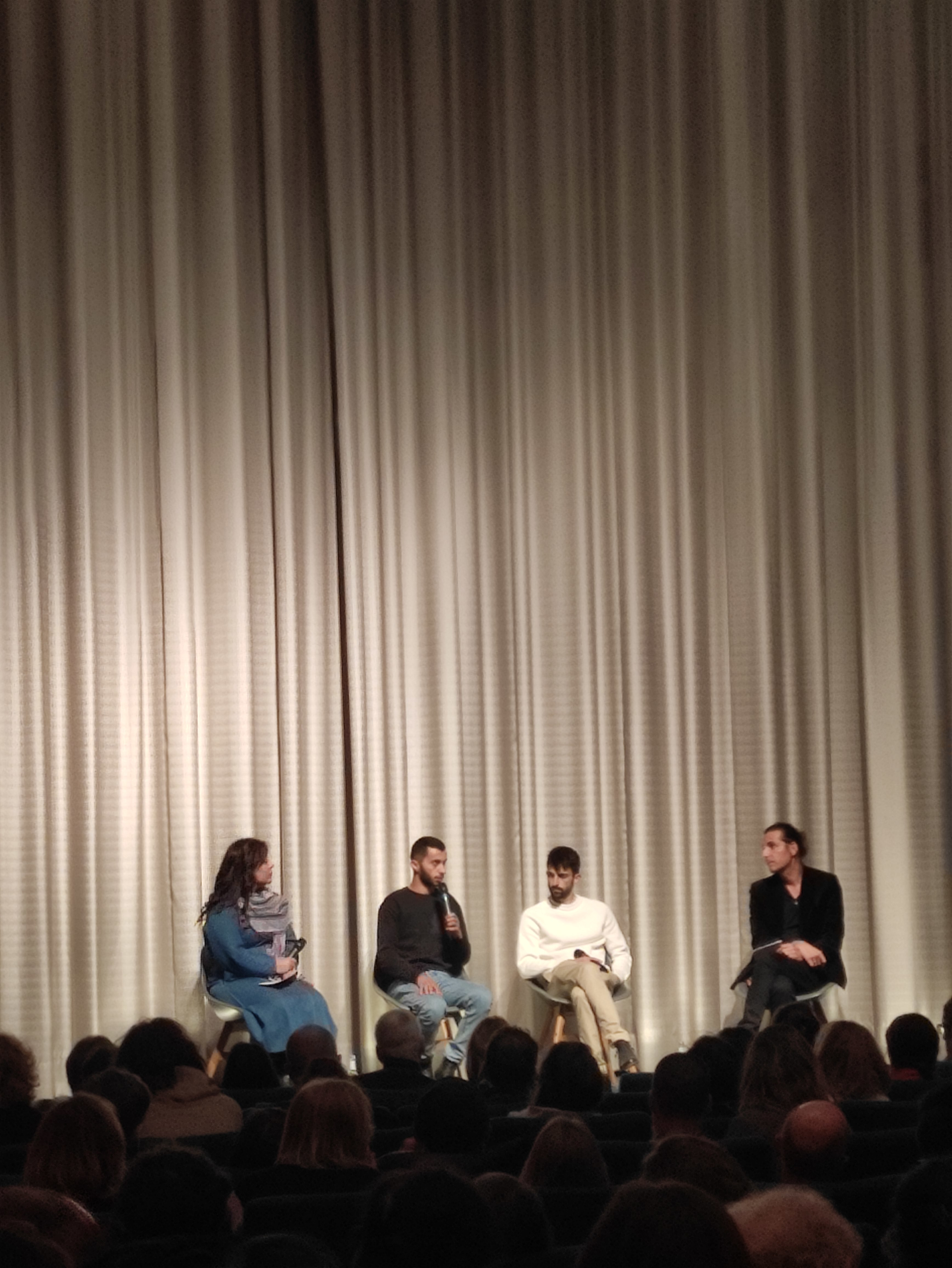
Podiumsdiskussion mit Yuval Abraham (Zweiter von rechts) und Basel Adra (Zweiter von links) nach einer Vorführung von No Other Land auf der Berlinale' 2024

Zwischen 2019 und 2023 drehte er mit seinem Freund und Co-Regisseur, dem palästinensischen Aktivisten Basel Adra, den Dokumentarfilm No Other Land über das Vorgehen von Armee und Siedlern in den Dörfern von Masafer Yatta, einer Gruppe von 19 Dörfern in den südlichen Hügeln von Hebron im von Israel völkerrechtswidrig besetzten Westjordanland. Der Film zeigt die Angriffe von Siedlern auf Palästinenser, in vielen Fällen steht ihnen die Armee zur Seite. Die Uraufführung fand im Februar 2024 auf den 74. Internationalen Filmfestspielen Berlin statt.
Der Film wurde als bester Dokumentarfilm mit dem Berlinale Dokumentarfilmpreis ausgezeichnet und erhielt den Panorama Publikumspreis. Im Dezember 2024 wurde No Other Land mit dem Europäischen Filmpreis ausgezeichnet, im März 2025 mit dem Oscar für den besten Dokumentarfilm.

#### Antisemitismus-Kontroverse
Bei der Berliner Preisgala hielt Abrahams nach dem Überraschungssieg eine spontane, 90 Sekunden lange Dankesrede. Er bezeichnete die israelische Besatzung im Westjordanland, wo israelische Menschen unter Zivilrecht leben, palästinensische Menschen unter Militärrecht, als „Apartheid“ und äußerte die Hoffnung auf einen baldigen Waffenstillstand im Krieg in Gaza. Im völkerrechtswidrig besetzten Westjordanland waren nach dem 7. Oktober mehr als 400 Palästinenser getötet worden. Seine Rede wurde vom Publikum mit großem Beifall bedacht.
Abrahams Verwendung des Begriffs „Apartheid“ löste bei deutschen und israelischen Politikern und Medien Antisemitismusvorwürfe aus, was er als Versuch interpretierte, kritische Stimmen zum Schweigen zu bringen. Eine Botschaft „gegen den Krieg, für Gleichheit und ein Ende der Besatzung“ antisemitisch zu nennen, nehme dem Begriff jede Bedeutung. Insbesondere verurteilte er „den ungeheuerlichen Missbrauch“, der mit der Antisemitismuszuschreibung in Deutschland getrieben werde. Deutschlands Kulturstaatsministerin Claudia Roth distanzierte sich von ihrem Applaus für die Auszeichnung des Films während der Preisverleihung und erklärte, ihr Applaus habe nur der Rede des jüdisch-israelischen Regisseurs Yuval Abraham gegolten und nicht der des palästinensischen Regisseurs Basel Adra, die gemeinsam auf der Bühne gestanden hatten. Vom Berliner Kultursenator Joe Chialo wurde Abraham des Antisemitismus bezichtigt und Abraham stellte klar: „Da meine Großmutter in einem Konzentrationslager in Libyen geboren wurde und der Großteil von Großvaters Familie im Holocaust von Deutschen ermordet wurde, finde ich es besonders empörend, dass deutsche Politiker im Jahr 2024 die Dreistigkeit haben, diesen Begriff gegen mich zu instrumentalisieren, was meine Familie in Gefahr bringt“. Das brächte Juden in der ganzen Welt in Gefahr: „Ihr könnt harte Kritik üben an dem, was Basel und ich bei der Preisverleihung gesagt haben – ohne uns zu dämonisieren. Wenn ihr das aber macht, mit eurer Holocaust-Schuld im Rücken – dann will ich eure Schuld nicht.“ Die Reaktionen in Deutschland auf die Äußerungen der Filmemacher reichten von scharfer Kritik durch Medien und Politik, darunter Vorwürfe antisemitischer Hetze und Überlegungen strafrechtlicher Konsequenzen, bis hin zu spezifischen Verteidigungen einzelner politischer Figuren. Die Berliner Stadtverwaltung gab bekannt, dass sie eine Untersuchung darüber einleiten werde, ob die Festivalveranstalter dafür gesorgt hätten, dass die Preisverleihung ein breites Spektrum an Standpunkten widerspiegele, und wenn nicht, warum.
Abraham berichtete von Morddrohungen gegen sich und seine Familie in Israel. Daraufhin löschte der staatliche israelische Fernsehsender Kan 11 den Antisemitismusvorwurf von seinen Plattformen.
Im Sommer 2025 wurde Abraham Mitglied der Academy of Motion Picture Arts and Sciences.